# Raymann is Laat
Raymann is Laat was een wekelijks televisieprogramma van de NTR, gepresenteerd door stand-upcomedian en cabaretier Jörgen Raymann. Het programma sloeg op humoristische wijze een brug tussen verschillende bevolkingsgroepen in Nederland. Het bevatte een aantal items in vaak een vaste volgorde, waarin vaak alter ego's van Raymann zelf voorkwamen.
In 2011 ging het programma verder onder de naam zo:RAYMANN, welke liep tot 2014. 

## Opbouw
- Entree terwijl DJ Git Hyper scratcht ("beatjuggelt").
- Raymann becommentarieert in 'Ik hou van Holland' de Nederlandse actualiteit vanuit een Surinaams, Antilliaans en Hindoestaans oogpunt, waarbij een politicus het meestal moet ontgelden.
- Een (meestal buitenlandse) stand-upcomedian.
- Quintis Ristie met zijn eigen rubriek. Dit waren achtereenvolgens 'Groeten uit Paramaribo', 'Quintis integreert', 'Quintis onderzoekt' en 'Quintis valt af'. In seizoen 2007/2008 was het 'Quintis en het geheim van de single vrouw', en vanaf vanaf mei 2008 'Quintis op weg naar de Olympische Spelen'. Vanaf 13 september 2008 kwam hiervoor in de plaats 'Groeten uit Marokko' met Rachid Larouz (hij speelt ook de slagerszoon in Altijd prijs met Achmed). Vanaf 2009 is Quintis terug met 'Steun van Quintis'. Raymann begroet Quintis met de kreet "Soko Soko".
- Een videochat met "Wilfried Wijntak Wereldwijd" (Surinaams reporter) met "de waarheid van de waarheid en niets anders dan de waarheid", Shakuntala vanuit India (Mumbai) met entertainmentnieuwtjes, black brother professor Kwaku Gdongo vanuit Afrika of de Antilliaanse stadswacht Edsel in het segment 'boeke met Edsel'. Al deze personages worden gespeeld door Raymann zelf.
- 'Rood-wit-blauw': een quiz met een bekende Nederlander. Hierin wordt een filmpje gedraaid waarin er door Quintis vragen gesteld worden aan mensen op straat in Rotterdam over de huidige gang van zaken in Nederland (meestal gebaseerd op vooroordelen die Nederlanders over elkaar hebben). Op een gegeven moment wordt dit filmpje onderbroken, waarna de kandidaat moet raden wat de persoon zal gaan zeggen. Bij het geven van een antwoord moet de kandidaat een van de kleuren van de Nederlandse vlag, die correspondeert met een mogelijk antwoord, op tafel leggen. Vanaf 13 september 2008 is dit item vervangen door 'Twee culturen op een kussen, daar ligt Raymann tussen', waarin hij een autochtone Nederlander spreekt die een relatie heeft met een allochtoon, en beiden interviewt en quizvragen stelt. Per 12 september 2009 is dit item vervallen en vervangen door de quiz 'Hoe Bedoel Je? Wat Bedoel Je? Zeg Wat Je Bedoelt!' met twee mensen uit het publiek.
- 'Altijd prijs met Achmed': een quiz waarbij hij de kennis van de islam bij het publiek test. Raymann speelt hierin een islamitische slager die een quizkandidaat uit het publiek oproept. De kandidaat zit altijd bij het middenpad en is van tevoren door een computer uitgeloot. Aan het begin kan de kandidaat kiezen uit vier categorieën, maar uiteindelijk blijkt dat een daarvan van tevoren is uitgekozen door Achmed zelf. Als de kandidaat een andere categorie kiest, moet deze opnieuw kiezen. Als prijs krijgt de kandidaat meestal vlees. In het spel wordt Achmed geassisteerd door zijn zoon Rachid. Vanaf 13 september 2008 zoekt Achmed een slagerszoon m/v aan wie hij de quizvragen stelt, omdat zijn "zoon" vertrokken is naar Marokko. In 2009 is Rachid weer terug. Vanaf 12 september 2009 is dit item vervangen door Altijd thee met Achmed, waarin hij samen met Rachid een bekende Nederlander interviewt.
- De Pappies: 2 bejaarden in een park. Ondanks dat ze op leeftijd zijn, proberen ze toch modern te zijn door met de nieuwste gadgets te komen. Het gesprek dat zij voeren, gaat over de actualiteit met een dubbelzinnig tintje. Gespeeld door Jörgen Raymann en Jeffrey Spalburg.
- Een wekelijks terugkerend hoogtepunt is het interview van de Surinaamse Tante Es (afkorting van Esselien), een alter ego van Raymann uit diens cabaretshows, met een bekende Nederlander als gast. Haar eerste vraag is altijd: "Vertel me, wie is je vader, wie is je moeder?". Veel van de vragen die Tante Es stelt zijn dubbelzinnig. Aan het einde van het interview introduceert ze de muzikale act.
- Muzikale act.
- Het programma eindigt met Tante Es die telefoneert met haar partner: "Ik kom zo Rudy, zet die melk op het vuur." en een grapje ten overstaan van haar gast.

## Uitzendtijd
Raymann is Laat werd vanaf 2001 tot eind 2006 door de NPS uitgezonden op Nederland 3. Vanaf 17 maart 2007 zond de NPS het programma op zaterdagavond om 22.15 uit op Nederland 1, met een herhaling op woensdagavond rond 23.15. Eerst werd het programma op donderdagavond in Nighttown Rotterdam opgenomen, vanaf september 2006 was dat de Schiecentrale aan de Lloydstraat 5.

## Cd
In 2008 bracht dj Git Hyper op veler verzoek de cd "Git Hyper presents music from Raymann is Laat" uit met daarop de openingstune van de show en alle items uit de show (Soko Soko, Achmed de slager) en als bonus de leadertune van Comedy Factory alsmede tracks die Git regelmatig voor en na de show draaide.